# Mereto di Tomba
Mereto di Tomba est une commune italienne de la province d'Udine dans la région Frioul-Vénétie Julienne en Italie.

## Administration
| Période                                  | Période | Identité | Étiquette | Qualité |
| ---------------------------------------- | ------- | -------- | --------- | ------- |
|                                          |         |          |           |         |
| Les données manquantes sont à compléter. |         |          |           |         |

### Hameaux
Pantianicco, Plasencis, Tomba, San Marco, Savalons

### Communes limitrophes
Basiliano, Codroipo, Coseano, Fagagna, San Vito di Fagagna, Sedegliano

## Jumelages
- Oppeano (Italie)